# Javra polymaculata
Javra polymaculata är en stekelart som beskrevs av Kusigemati 1986. Javra polymaculata ingår i släktet Javra och familjen brokparasitsteklar. Inga underarter finns listade i Catalogue of Life.